# Nately Scures
Nately Scures – osada w Anglii, w hrabstwie Hampshire. Leży 6,9 km od miasta Basingstoke, 32,7 km od miasta Winchester i 68,1 km od Londynu. W 1931 roku civil parish liczyła 288 mieszkańców. 